# Playa de Amió
La playa de Amió se encuentra ubicada en el municipio de Val de San Vicente, en la comunidad autónoma de Cantabria, España. Se encuentra al oeste de la comunidad, bañada por el mar Cantábrico. También es conocida como playa de Pechón, por ser este el pueblo más cercano a dicha playa.

## Situación

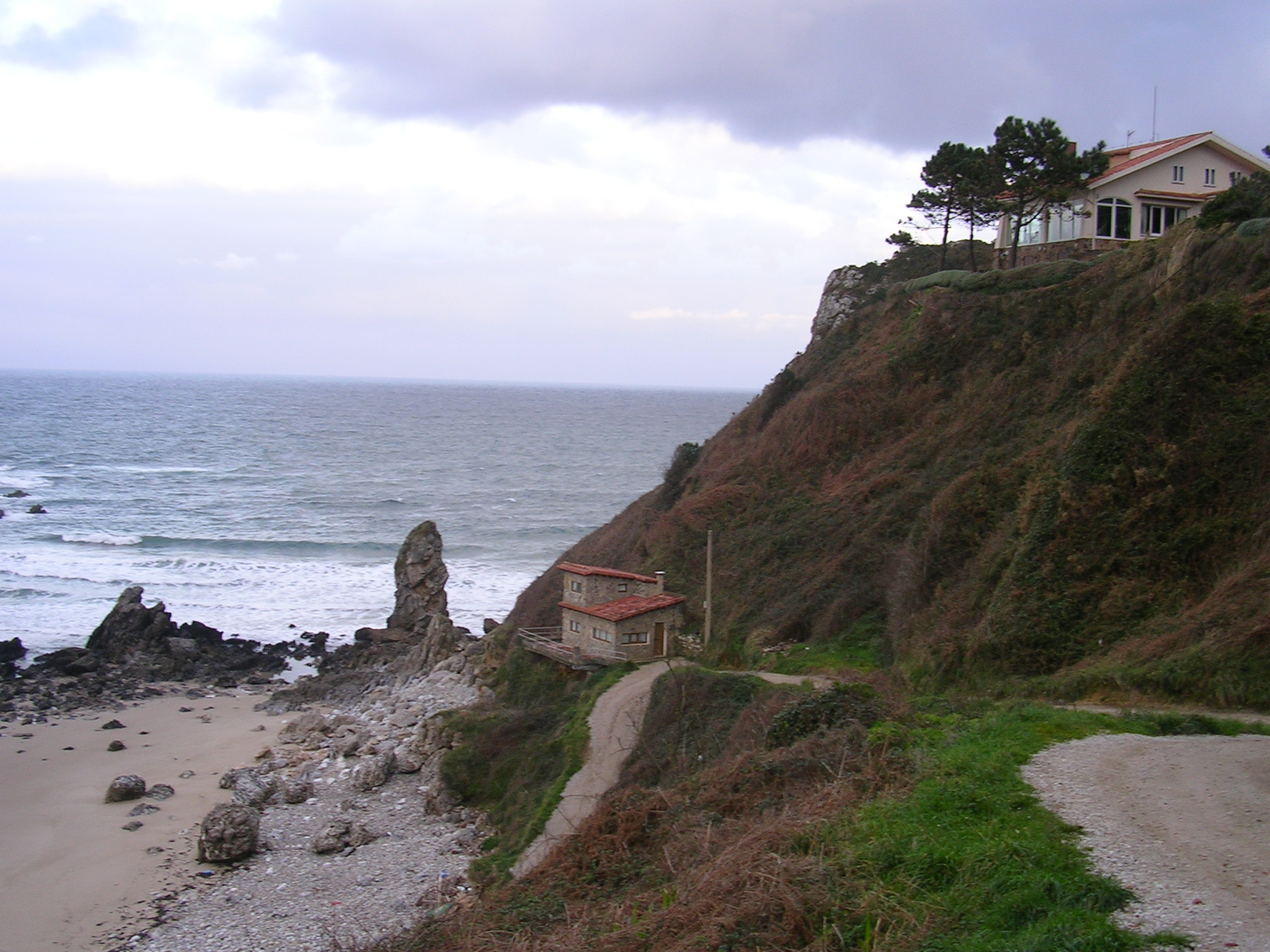
Playa de Amió y casas de Pechón

Se puede acceder por carretera desde la nacional  N-634 , a la altura de Pesués, donde una desviación por la carretera comarcal  CA-380  hacia Pechón nos acerca a esta playa. La autovía del Cantábrico  A-8 / E-70 , en su salida de Unquera, también permite acceder a este arenal.

### Acceso
Los vehículos pueden estacionar a unos 110 metros en una explanada habilitada para ello. Para acceder a la playa hay que hacerlo a pie, aunque el camino está bien indicado.

## Equipamientos
La playa tiene un bajo nivel de servicios. Hay papeleras para depositar basura, y el servicio de limpieza funciona en días alternos.

## Características
Este arenal está compuesto de arena fina y dorada. Sus dimensiones medias son de 600 metros de largo y 50 de ancho. Los fuertes vientos generan un oleaje propicio para la práctica de deportes como el windsurf.